# RFU Championship 2010-11
La RFU Championship 2010-11 fue la vigésimo cuarta edición del torneo de segunda división de rugby de Inglaterra.

## Primera fase
| Pos. | Equipo                    | Encuentros | Encuentros | Encuentros | Encuentros | Tantos | Tantos | Tantos | PB | Puntos |
| Pos. | Equipo                    | PJ         | PG         | PE         | PP         | F      | C      | Dif    | PB | Puntos |
| ---- | ------------------------- | ---------- | ---------- | ---------- | ---------- | ------ | ------ | ------ | -- | ------ |
| 1    | Worcester Warriors        | 22         | 21         | 0          | 1          | 770    | 382    | +388   | 17 | 101    |
| 2    | Bedford Blues             | 22         | 17         | 0          | 5          | 662    | 375    | +287   | 14 | 82     |
| 3    | Cornish Pirates           | 22         | 15         | 1          | 6          | 633    | 337    | +296   | 14 | 76     |
| 4    | London Welsh              | 22         | 14         | 0          | 8          | 575    | 429    | +146   | 12 | 68     |
| 5    | Nottingham RFC            | 22         | 12         | 0          | 10         | 647    | 556    | +91    | 16 | 64     |
| 6    | Doncaster Knights         | 22         | 9          | 0          | 13         | 572    | 576    | –4     | 15 | 51     |
| 7    | Rotherham Titans          | 22         | 10         | 0          | 12         | 435    | 553    | –118   | 7  | 47     |
| 8    | Bristol Bears             | 22         | 8          | 1          | 13         | 468    | 540    | –72    | 7  | 41     |
| 9    | Esher RFC                 | 22         | 7          | 1          | 14         | 406    | 651    | –245   | 8  | 38     |
| 10   | Plymouth Albion           | 22         | 6          | 2          | 14         | 365    | 500    | –135   | 8  | 36     |
| 11   | Moseley RFC               | 22         | 5          | 3          | 14         | 382    | 667    | –285   | 3  | 29     |
| 12   | Birmingham & Solihull RFC | 22         | 4          | 0          | 18         | 397    | 746    | –349   | 6  | 22     |

|  | Clasificados a segunda fase. |

## Segunda fase

### Grupo A
| Pos. | Equipo             | Encuentros | Encuentros | Encuentros | Encuentros | Tantos | Tantos | Tantos | PB | Puntos |
| Pos. | Equipo             | PJ         | PG         | PE         | PP         | F      | C      | Dif    | PB | Puntos |
| ---- | ------------------ | ---------- | ---------- | ---------- | ---------- | ------ | ------ | ------ | -- | ------ |
| 1    | Worcester Warriors | 6          | 6          | 0          | 0          | 256    | 103    | 153    | 4  | 31     |
| 2    | London Welsh       | 6          | 4          | 0          | 2          | 208    | 124    | 84     | 4  | 22     |
| 3    | Nottingham RFC     | 6          | 1          | 0          | 5          | 133    | 198    | -65    | 3  | 8      |
| 4    | Bristol            | 6          | 1          | 0          | 5          | 105    | 277    | -172   | 2  | 6      |

|}
|  | Semifinalistas. |

### Grupo B
| Pos. | Equipo            | Encuentros | Encuentros | Encuentros | Encuentros | Tantos | Tantos | Tantos | PB | Puntos |
| Pos. | Equipo            | PJ         | PG         | PE         | PP         | F      | C      | Dif    | PB | Puntos |
| ---- | ----------------- | ---------- | ---------- | ---------- | ---------- | ------ | ------ | ------ | -- | ------ |
| 1    | Cornish Pirates   | 6          | 6          | 0          | 0          | 215    | 119    | 96     | 3  | 29     |
| 2    | Bedford Blues     | 6          | 3          | 0          | 3          | 226    | 147    | 79     | 4  | 19     |
| 3    | Doncaster Knights | 6          | 3          | 0          | 3          | 181    | 154    | 27     | 5  | 18     |
| 4    | Rotherham Titans  | 6          | 0          | 0          | 6          | 110    | 312    | -202   | 1  | 1      |

|  | Semifinalistas. |

## Fase final

### Semifinal
| 1 de mayo de 2011 | Worcester Warriors | 23 - 22 | Bedford Blues |  |  |

| 1 de mayo de 2011 | Cornish Pirates | 18 - 10 | London Welsh |  |  |

### Final
| 11 de mayo de 2011 | Cornish Pirates | 12 - 21 | Worcester Warriors |  |  |

| 18 de mayo de 2011 | Worcester Warriors | 25 - 20 | Cornish Pirates |  |  |

| Bandera de Inglaterra      |
| Campeón Worcester Warriors |
| Segundo título             |